# Роберт Енке
Роберт Енке (на немски: Robert Enke, (24 август 1977 – 10 ноември 2009) е германски футболен вратар.
Играе в няколко страни в Европа (за редица клубове като Барселона, Бенфика и Фенербахче), но най-вече за Хановер 96, както и в Националния отбор по футбол на Германия.
На 10 ноември 2009 г. се самоубива, като скача пред преминаващ влак.

## Биография
Роберт Енке е роден в спортно семейство. Баща му е психотерапевт и бивш атлет по 400 м бягане с препятствия, а майка му - хандбален играч. Дори брат си и сестра си той описва като много спортни натури. Средното си образование получава в спортната гимназия на родния си град Йена. Предпочита спортната кариера пред евентуално продължаване на образованието си в университет.
Роберт Енке е женен. Семейството му осиновява през май 2009 г. 8-месечно момиченце, след като през 2006 г. загубва двегодишната си дъщеря Лара, която умира от вродена рядка сърдечна болест. Младото семейство Енке се ангажира активно със защита правата на животните. То живее в малка ферма, където отглежда много домашни животни. За организацията ПЕТА (анг. People for the Ethical Treatment of Animals) Роберт Енке позира за плакат срещу използването на животински кожи в модната индустрия. Открито се обявява срещу използването на кучешки и котешки кожи в Китай.
Според говорителя на полицейското управление в провинция Нидерзаксен (Долна Саксония) Роберт Енке е блъснат от преминаващ влак, вечерта на 10 ноември 2009 г. номер 4427 от Бремен за Хановер на гара до Нойщат ам Рюбенберге, недалеч от дома си. Вследствие на смъртоносните рани той почива. Преди това е оставил портфейла си в близко паркирания си автомобил, а него - отключен.

## Кариера
Кариерата на най-добрия вратар на Германия за 2009 година и един от най-добрите за през последното десетилетие започва в Йенафарм (Йена) като нападател. През 1985 година преминава в по-големия отбор на своя роден град Карл Цайс Йена. Кариерата му продължава след преминаване през Борусия Мьонхенгладбах в португалския гранд Бенфика. През лятото на 2002 година Енке изненадващо подписва с ФК Барселона, но за каталунците изиграва едва един мач. След кратък престой под наем в Тенерифе и Фенербахче, стражът се завръща в Германия и от 2004 година носи екипа на Хановер 96, където бе съотборник с българския национал Чавдар Янков.
Енке има 15 мача за младежкия национален отбор на Германия, а през 2007 година дебютира и за представителния тим. Това става в контролата с Дания (0:1). Общо за Бундестима изиграва 8 мача.